# Cajou (série télévisée d'animation)
 (novembre 2015).
Si vous disposez d'ouvrages ou d'articles de référence ou si vous connaissez des sites web de qualité traitant du thème abordé ici, merci de compléter l'article en donnant les références utiles à sa vérifiabilité et en les liant à la section « Notes et références ».
Cajou est une série télévisée d'animation française en 55 épisodes de 7 minutes réalisée par Stéphane Lezoray et produite par Les Armateurs Pipangai ADI Playhouse Disney et RFO. Adaptée de l’œuvre originale de Didier Lévy et Xavier Deneux publiée par Nathan, elle a été diffusée à partir de 2009 sur Playhouse Disney et sur RFO.

## Synopsis
CAJOU est un petit tigre espiègle, qui vit dans son cercle familial. Un cercle plein de tendresse et de complicité. Il est entouré de ses parents, de son grand père PAPOU, de sa petite sœur PAILLE et de ses amis, BALAFON le petit singe frimeur, BOBO le Koala somnolent et CHAPATI la petite panthère délurée. La série raconte les aventures quotidiennes de Cajou, qui sont celles d’un petit garçon de 4 à 5 ans. Ces aventures prennent place dans un cercle familial élargi à la bande de copains de Cajou. Les personnages sont tendres et complices. La série met en avant l’entraide, la solidarité, l’humanisme, la famille, les amis, le partage, la générosité, toutes ces valeurs qui guident les relations aux autres, et permettent de vivre mieux.

## Fiche technique
- Titre : Cajou
- Création : Didier Lévy et Xavier Deneux
- Réalisation : Stéphane Lezoray
- Musique : Pierre Caillet
- Société de production : Les Armateurs
- Pays :  France
- Langue : français
- Nombre d'épisodes : 55 (1 saison)
- Durée : 7 minutes
- Dates de première diffusion :
  - France : 2009

## Distribution (voix)
- Céline Ronté
- Magali Rosenzweig
- Pauline Brunner
- Paul Borne : Papou
- Yann Peira : Papa
- Stéphanie Lafforgue

- Version originale
  - Studio d’enregistrement : Piste Rouge[1]
  - Direction artistique : Laura Préjean

## Épisodes
1. Le Grand Arbre
2. Du soleil pour maman
3. Bobo et les Cerfs-volants
4. Mon zoo d'insectes
5. En avion
6. Après une bêtise
7. Cajou peintre
8. Et si j'étais...
9. J'arrose le jardin
10. Je prends une douche
11. Je récupère l'eau de pluie
12. L'Amie dans la forêt
13. L'Éclipse de soleil
14. L'Orchestre à margouillats
15. La Berceuse au soleil
16. La Boîte
17. La Course de pirogues
18. La Grande Collecte
19. La Maison du crabe
20. La Musique du vent
21. La Nuit des étoiles
22. La Panne d'électricité
23. La Tempête
24. La Terre est ronde
25. La Visite médicale
26. Le Chasseur de baleines
27. Le Chocolat de paille
28. Le Conteur
29. Le Jeu de balafon
30. Le Jeu de pistes
31. Le Mangeur d'habits
32. Le Monstre
33. Le Perroquet
34. Le Pique-nique
35. Le Spectacle familial
36. Les Avions en papier
37. Les Bruits de la nuit
38. Les Cabanes
39. Les Chercheurs d'or
40. Les girafes ont soif
41. Les Lendemains de pluie
42. Les Oiseaux migrateurs
43. Les Petites Roues
44. Ma soirée pyjama
45. Mamou nounou
46. Mardi-gras
47. Noël exotique
48. Papou et les Dinosaures
49. Parfum de miel
50. Repas rigolo
51. Sauvez mon île !
52. Tout est bien qui finit bien
53. Trésor de printemps
54. Un parfum pour Mamou
55. Une preuve d'amour